# Giovanni IV di Bretagna
Giovanni di Montfort (1294 circa – Hennebont, 26 settembre 1345) fu conte di Richmond dal 1341 al 1342, conte di Montfort dal 1322 e duca pretendente di Bretagna dal 1341 alla sua morte.

## Origine
Secondo le Mémoires pour servir de preuves à l'Histoire ecclésiastique et civile de Bretagne, Tome I, Giovanni era il figlio maschio primogenito del visconte di Limoges e Conte di Richmond, duca di Bretagna, Pari di Francia e conte di Penthièvre, Arturo II e della sua seconda moglie, l'ex regina consorte di Scozia e futura contessa di Montfort-l'Amaury, Iolanda di Dreux, che, secondo il Florentii Wigorniensis monachi Chronicon, era figlia del conte di Dreux, Roberto IV e di Beatrice di Montfort, che secondo gli Obituaires de la province de Sens. Tome 2, era figlia del conte di Montfort, Giovanni I e di Giovanna, signora di Chateaudun.
Secondo il Chronicon Kemperlegiense, Stephani Baluzii Miscellaneorum, Liber I, Collectio Veterum, Arturo II di Bretagna era il figlio primogenito del Duca di Bretagna, Conte di Richmond e Conte di Penthièvre, Giovanni II e di Beatrice d'Inghilterra, la quale secondo gli Annales Londonienses era la figlia del re d'Inghilterra, duca d'Aquitania e Guascogna, Enrico III e di Eleonora di Provenza (quest'ultima era la figlia secondogenita del conte di Provenza e conte di Forcalquier, Raimondo Berengario IV (1198 – 1245), e della moglie, Beatrice di Savoia (1206 – 1266), come risulta dalla cronaca del monaco benedettino inglese, cronista della storia inglese, Matteo Paris (1200 – 1259), quando ne descrive il matrimonio con il re d'Inghilterra, Enrico III e anche dal documento n° 99 del Peter der Zweite Graf von Savoyen, Markgraf in Italien, sein Haus und seine Lande dello storico, Johann Ludwig Wurstemberger).

## Biografia
Sua madre, prima di diventare la seconda moglie di Arturo II, era stata, nel biennio 1285 - 1286, regina di Scozia, per aver sposato il re di Scozia, Alessandro III, a cui non diede figli.
Anche suo padre, Arturo II, era al suo secondo matrimonio; dal 1291 era vedovo di Maria, viscontessa di Limoges, che gli aveva dato tre figli:
- Giovanni(8 marzo 1286 – 30 aprile 1341), Duca di Bretagna[16]
- Guido, conte di Penthièvre (1287–1331) e padre di Giovanna di Penthièvre[17]
- Pietro (1289–1312)[18].

Suo nonno paterno, Giovanni II morì nel 1305, a Lione durante le celebrazioni per l'incoronazione di Papa Clemente V. Giovanni, il 13 novembre, stava conducendo il cavallo del papa tra la folla: molti spettatori si erano arrampicati in cima a delle mura; uno di questi muri non resse e cadendo travolse il duca Giovanni II, Carlo di Valois e disarcionò il papa; tutti e tre riportarono delle ferite, ma Giovanni II (Joannes dux Britanniæ) morì alcuni giorni dopo a Lione (in Lugduno), come ci confermano le Mémoires pour servir de preuves à l'Histoire ecclésiastique et civile de Bretagne, Tome I e, nel ducato di Bretagna e nella contea di Penthièvre, gli succedette suo padre, Arturo (Arturus eius filius), mentre la contea di Richmond, poco dopo la consegnò a suo fratello, Giovanni di Bretagna.
In quello stesso anno, il re di Francia, Filippo IV il Bello, oltre che a riconoscerlo duca di Bretagna e conte di Penthièvre, lo elevò a Pari di Francia.
Nel 1311, sua madre, Iolanda, divenne contessa di Montfort-l'Amaury, succedendo alla propria madre, Giovanna di Chateaudun.
Suo padre, Arturo II morì a Château de L'Isle, nel 1312, il 15 agosto (Kalendis Augusti) e fu sepolto in una tomba marmorea nel convento dei Cordeliers a Vannes (in ecclesia fratrum minorum Venetensium) come ci confermano le Mémoires pour servir de preuves à l'Histoire ecclésiastique et civile de Bretagne, Tome I.
 Ad Arturo succedettero i figli di primo letto: Giovanni divenne Duca di Bretagna, mentre Guido divenne conte di Penthièvre.
Sua madre, Iolanda morì nel 1322; secondo gli Obituaires de Sens Tome I.2, Abbaye de Port-Royal, Iolanda (dame Yoland, royne d'Escosse, duchesse de Bretaigne et contesse de Montfort) morì il 2 agosto (Aougust, IV Non).
Dopo la morte della madre, la contea di Montfort passò a Giovanni
Secondo il Chronicon Britannicumil suo fratellastro, Giovanni III morì nel 1341 (MCCCXLI obiit Johannes dux Britanniæ), il 30 aprile (ultima die mentis aprilis), precisando che fondò una cappella presso le mura di Nantes (capellam SS. Donationi et Rogatiani prope muros civitatis Nannetensis).
Dopo la morte di Giovanni III, per la successione al ducato ci furono due pretendenti: Giovanni e Carlo di Blois, marito della contessa di Penthièvre, Giovanna, figlia di Guido, fratello di Giovanni III. Entrambi i pretendenti chiesero di rendere omaggio al re di Francia, Filippo VI; la corte di Parigi, dopo lunghe discussioni, si pronunciò a favore del nipote del re, Carlo di Blois; la Bretagna però era divisa, la parte orientale dove la terra era più fertile e si parlava francese, avendo rapporti con l'Angiò e la Francia, parteggiava per Carlo, mentre la parte occidentale, più brulle e selvaggia, dove si parlava il bretone, parteggiava per Giovanni di Montfort.
Sostenuti dalle amministrazioni locali e dalla piccola nobiltà, Giovanna ed il marito assunsero nel 1341 il controllo del ducato senza tenere in conto le rimostranze del pretendente, Giovanni, che era appoggiato dal re d'Inghilterra, Edoardo III ed aveva supporto nella zona occidentale del ducato, per cui iniziò una guerra per la successione del ducato, che si innestò in quella dei cent'anni: (Filippo VI di Valois appoggiava Carlo, Edoardo III Plantageneto sosteneva Giovanni).

Montfort stabilì la sua sede a Nantes, che fu assediata a conquistata da Carlo e Filippo VI il 21 novembre 1341. Giovanni fu catturato e imprigionato nel palazzo del Louvre, ma i suoi sostenitori, animati da sua moglie Giovanna di Fiandra, continuarono a combattere. Giovanni riuscì a fuggire e, nel 1344, raggiunse l'Inghilterra, e , l'anno dopo, rese omaggio a Edoardo III, per il ducato di Bretagna.
In quello stesso 1345 rientrò in Bretagna, al seguito di un esercito inglese.
Secondo le Mémoires pour servir de preuves à l'Histoire ecclésiastique et civile de Bretagne, Tome I, Giovanni (nobilis Johannes comes Montisfortis filius Arturi frater Johannis et pater Johannis ducis) si ammalò e morì nel 1345, nei pressi di Hennebont, essendo al seguito degli inglesi che assediavano Quimper, lasciando come erede il minorenne figlio Giovanni.
Dopo la sua morte, sua moglie, Giovanna di Fiandra continuò la lotta per proteggere i diritti del proprio figlio, Giovanni, il futuro Giovanni V di Bretagna.

## Matrimonio e discendenza
Nel 1329, Giovanni aveva sposato, a Chartres, Giovanna di Fiandra, figlia del Conte di Nevers, Luigi I e della Contessa di Rethel di Giovanna.
Giovanni da Giovanna ebbe due figli:
- Giovanni (1339 – 1399), conte di Montfort e duca di Bretagna[3]
- Giovanna (1341 – 1402), sposata con Rodolfo, 3º signore di Basset de Drayton, citata nel testamento del fratello come signora di Basset (sœur de pere et de mere la Dame de Basset)[28].

## Ascendenza
|                         |                     |                          | Genitori                           |  |  | Nonni |  |  | Bisnonni               |  |  | Trisnonni            |  |
|                         |                     |                          |                                    |  |  |       |  |  | Giovanni I di Bretagna |  |  | Pietro I di Bretagna |  |
|                         |                     |                          |                                    |  |  |       |  |  | Giovanni I di Bretagna |  |  | Pietro I di Bretagna |  |
|                         |                     | Alice di Thouars         |                                    |  |  |       |  |  | Giovanni I di Bretagna |  |  |                      |  |
| Giovanni II di Bretagna |                     |                          |                                    |  |  |       |  |  | Giovanni I di Bretagna |  |  |                      |  |
|                         |                     | Bianca di Navarra        | Tebaldo I di Navarra               |  |  |       |  |  |                        |  |  |                      |  |
|                         |                     | Bianca di Navarra        | Tebaldo I di Navarra               |  |  |       |  |  |                        |  |  |                      |  |
|                         |                     | Bianca di Navarra        | Agnese di Beaujeu                  |  |  |       |  |  |                        |  |  |                      |  |
| Arturo II di Bretagna   |                     | Bianca di Navarra        |                                    |  |  |       |  |  |                        |  |  |                      |  |
|                         |                     | Enrico III d'Inghilterra | Giovanni d'Inghilterra             |  |  |       |  |  |                        |  |  |                      |  |
|                         |                     | Enrico III d'Inghilterra | Giovanni d'Inghilterra             |  |  |       |  |  |                        |  |  |                      |  |
|                         |                     | Enrico III d'Inghilterra | Isabella d'Angoulême               |  |  |       |  |  |                        |  |  |                      |  |
| Beatrice d'Inghilterra  |                     | Enrico III d'Inghilterra |                                    |  |  |       |  |  |                        |  |  |                      |  |
|                         |                     | Eleonora di Provenza     | Raimondo Berengario IV di Provenza |  |  |       |  |  |                        |  |  |                      |  |
|                         |                     | Eleonora di Provenza     | Raimondo Berengario IV di Provenza |  |  |       |  |  |                        |  |  |                      |  |
|                         |                     | Eleonora di Provenza     | Beatrice di Savoia                 |  |  |       |  |  |                        |  |  |                      |  |
| Giovanni IV di Bretagna |                     | Eleonora di Provenza     |                                    |  |  |       |  |  |                        |  |  |                      |  |
|                         | Giovanni I di Dreux | Roberto III di Dreux     |                                    |  |  |       |  |  |                        |  |  |                      |  |
|                         | Giovanni I di Dreux | Roberto III di Dreux     |                                    |  |  |       |  |  |                        |  |  |                      |  |
|                         | Giovanni I di Dreux | Aénor de Saint-Valéry    |                                    |  |  |       |  |  |                        |  |  |                      |  |
| Roberto IV di Dreux     | Giovanni I di Dreux |                          |                                    |  |  |       |  |  |                        |  |  |                      |  |
|                         |                     | Maria di Borbone         | Arcimbaldo VIII di Borbone         |  |  |       |  |  |                        |  |  |                      |  |
|                         |                     | Maria di Borbone         | Arcimbaldo VIII di Borbone         |  |  |       |  |  |                        |  |  |                      |  |
|                         |                     | Maria di Borbone         | Beatrice di Montluçon              |  |  |       |  |  |                        |  |  |                      |  |
| Iolanda di Dreux        |                     | Maria di Borbone         |                                    |  |  |       |  |  |                        |  |  |                      |  |
|                         |                     | Giovanni I di Montfort   | Amalrico VI di Montfort            |  |  |       |  |  |                        |  |  |                      |  |
|                         |                     | Giovanni I di Montfort   | Amalrico VI di Montfort            |  |  |       |  |  |                        |  |  |                      |  |
|                         |                     | Giovanni I di Montfort   | Beatrice del Viennois              |  |  |       |  |  |                        |  |  |                      |  |
| Beatrice di Montfort    |                     | Giovanni I di Montfort   |                                    |  |  |       |  |  |                        |  |  |                      |  |
|                         |                     | Giovanna di Chateaudun   | Goffredo VII di Chateaudun         |  |  |       |  |  |                        |  |  |                      |  |
|                         |                     | Giovanna di Chateaudun   | Goffredo VII di Chateaudun         |  |  |       |  |  |                        |  |  |                      |  |
|                         |                     | Giovanna di Chateaudun   | Clémence des Roches                |  |  |       |  |  |                        |  |  |                      |  |
|                         |                     | Giovanna di Chateaudun   |                                    |  |  |       |  |  |                        |  |  |                      |  |

### Fonti primarie
- (LA)  Chronicles of the reigns of Edward I. and Edward II, Annales Londonienses.
- (LA)  Rerum Gallicarum et Francicarum Scriptores, tomus XXI.
- (LA, FR)  Mémoires pour servir de preuves à l´histoire ecclésiastique et civile de Bretagne, Tome I.
- (LA, FR)  Mémoires pour servir de preuves à l´histoire ecclésiastique et civile de Bretagne, Tome II.
- (LA)  Matthæi Parisiensis, Monachi Sancti Albani, Chronica Majorar, vol. III.
- (LA)  Obituaires de la province de Sens. Tome 2.
- (LA)  Florentii Wigorniensis Monachi Chronicon, Tomus II, Continuatio.
- (LA) Joannis de Fordun Scotichronicon, Vol. II
- (LA)  Peter der Zweite Graf von Savoyen, Markgraf in Italien, sein Haus und seine Lande.
- (LA)  Stephani Baluzii Miscellaneorum, Liber I.

### Letteratura storiografica
- A. Coville, "Francia: la guerra dei cent'anni (fino al 1380)", cap. XVI, vol. VI (Declino dell'impero e del papato e sviluppo degli stati nazionali) della Storia del Mondo Medievale, 1999, pp. 608–641.
- (FR)  Lobineau, G. A. (1707) Histoire de Bretagne (Paris), Tome I.
- (FR)  Histoire généalogique des ducs de Bourgogne de la maison de France.